# Snögubben (film)
Snögubben (engelska: The Snowman), är en 26 minuter lång brittisk tecknad film från 1982, regisserad av Dianne Jackson. Filmen bygger på en barnbok, Snögubben, från 1978 av Raymond Briggs. Filmen hade premiär på julafton 1982 på den brittiska kanalen Channel 4 och blev en omedelbar succé. Den vann en BAFTA för barnprogram inom drama eller nöje och blev nominerad till en Oscar för bästa animerade kortfilm 1983. Sedan premiären har filmen visats varje år i brittisk TV och har blivit något av en jultradition. Den är även mycket populär i Japan, Korea och Europa, däribland Sverige. Filmmusiken komponerades av Howard Blake och framförs av Blakes egen orkester The Sinfonia of London. Blake skrev även text till filmens huvudtema Walking in the Air, även om man i den svenska versionen inte får höra den med sång.
Både boken och filmen saknar talade ord och berättas istället genom bilder, händelser och musik. Detta har underlättat för att göra filmen populär på andra språk än engelska. Filmen har dialog i en kort introduktionsscen vilken berättas av huvudpersonen som vuxen. Det finns två olika versioner av introduktionen. Originalversionen är näst intill dokumentär i sitt formspråk och ger intrycket att den vuxne huvudpersonen har återbesökt platsen för sitt äventyr med ett TV-team. Den andra och mer vanliga introduktionen är mer traditionell och David Bowie agerar sagoberättare och visar upp halsduken och filmen blir berättelsen om hur han fick den. I denna version hänger Bowies berättarröst kvar en kort bit i den animerade berättelsen, men annars är filmen likadan. 
År 2012, 30 år efter originalfilmen, kom den fristående uppföljaren Snögubben och Snöhunden i regi av Hilary Audus.

## Handling
En vinterdag i England gör en liten pojke vid namn James en snögubbe utanför sitt hus. Vid tolvslaget vaknar snögubben, till pojkens stora förvåning, till liv. Genom fönstret får snögubben sedan syn på något som gömmer sig under ett skynke i trädgården. Pojken tar med snögubben ut och visar motorcykeln som göms därunder, varefter snögubben tar med pojken på en motorcykeltur genom vinterlandskapet. När de återvänder har motorcykelns motor värmt upp snögubbens ben och han får därför återhämta sig i familjens frysbox. I denna hittar han en förpackning med en bild av ett polarlandskap, vilket ger honom en längtande blick och han ser ut att vilja ge sig av. Pojken följer efter och plötsligt flyger han i snögubbens armar över landskapet. De flyger över södra Englands kust, och sedan förbi Norge, och genom ett arktiskt landskap. Slutlugen stöter de på Jultomten, innan de beger sig hemåt igen. När James vaknar kommande morgon upptäcker han att snögubben har smält.

## Om filmen
Snögubben visades i SVT för första gången den 25 december 1982.